# Бердичевський Марк Наумович
Ма́рк Нау́мович Бердичевський (2 квітня 1923 , Київ  — 11 серпня 2009 , Москва ) — геофізик, доктор технічних наук (1967), професор кафедри геофізичних методів дослідження земної кори геофізичного факультету МДУ (1969).

## Життєпис
Його батько був доцентом Київського політехнічного інституту. 1940 року закінчив середню школу, поступає на геологічний факультет київського університету.
В Києві входив до гуртка молодих літераторів, разом з Наумом Коржавіним та Семеном Гудзенком.
В перші дні нацистсько-радянської війни мобілізований до лав РА, служив в авіації. 1945 року був поранений та демобілізований.
Повертається до Києва, продовжує навчання в університеті, 1946 року переїздить до Москви та поступає на геолого-ґрунтознавський факультет Московського університету.
1949 року закінчив МДУ, геолог-геофізик. В 1949—1969 роках працював у Всесоюзному НДІ геофізичних методів розвідки Мінгео СРСР, з 1953 року — старший науковий співробітник.
1953 року захистив кандидатську: «Електрична розвідка методом телуричних струмів».
1967 захищає докторську дисертацію: «Електрична розвідка шляхом магнітотелуричного профілювання».
Входив до складу Ради по геомагнетизму та розвідувальній геофізиці АН СРСР, по захисту докторських та кандидатських дисертацій при геологічному факультеті МДУ та Інституті геомагнетизму АН СРСР.
Очолював Методичну комісію геофізичного відділення, входив до складу методичної ради геологічного факультету МДУ.
Керував міжфакультетською темою МДУ «Електропровідність земної кори та верхньої мантії».
Був представником СРСР в робочій групі «Електромагнітна індукція в Землі» Міжнародної асоціації геомагнетизму та аерономії.
Був в складі редакційної колегії журналу «Фізика Землі», голова редакційної ради Карти електропровідності земної кори на території СРСР.
В його творчому доробку понад 25 наукових робіт, що стосуються глибинної та розвідувальної геофізики, планетарній геоелектриці, магнітоваріаційному забезпеченню гідромагнітних зйомок.
Займався розробкою:
- методик цифрового обробітку магнітотелуричних та магнітоваріаційних спостережень,
- геологічного інтерпретування кривих електромагнітного зондування в умовах неоднорідних середовищ,
- розвивав методику частотного глобального зондування — дослідження були спрямовані на виявлення та вивчення провідних шарів в земній корі та верхній мантії,
- займався підвищенням геологічної ефективності електророзвідки.

Розвинув методику інтерпретації геоелектричних спостережень в умовах горизонтальної неоднорідності чохла осадів.
Напрацював методичні основи морської геоелектрики, запропонував нові методики магнітоваріаційного забезпечення гідромагнітних зйомок, забезпечуючі батиметричні та геоелектричні неоднорідності, запропонував спектральну методику інтерпретації електромагнітних полів, створюваних МГД-джерелами, складав карту електропровідності земної кори на територіх СРСР.
Є одним із засновників радянської школи глибинної геоелектрики.
Як педагог викладав курси теорії поля, електророзвідки, теорії електромагнітного зондування; керував навчальною геофізичною практикою.
Деякі з його творів:
- 1960 — «Електрична розвідка методою телуричних струмів», Москва,
- 1966 — «Електрична розвідка за допомогою методики магнітно-телуричного профілювання»,
- 1989 — «Глибинна геоелектрика в океані», у співавторстві,
- 1992 — «Магнітно-телуричне зондування горизонтально-однорідних середовищ», у співавторстві з Володимиром Івановичем Дмитрієвим.